# Johann Frischmuth
Johann Frischmuth, né le 25 novembre 1741 à Schwabhausen (duché de Saxe-Gotha-Altenbourg) et mort le 31 juillet 1790 à Berlin, est un acteur et compositeur allemand.

## Biographie
Johann Frischmuth participe dès 1765 à des tournées théâtrales. Dix ans plus tard, il est engagé au Stadttheater Münster et au Théâtre de cour de Gotha. Ensuite le directeur de théâtre Konrad Ernst Ackermann lui propose un contrat. En 1782, Frischmuth est engagé à Berlin par Karl Theophil Döbbelin, pour deux ans, comme acteur et chef d'orchestre.
En tant que compositeur, Frischmuth n'a jamais connu la notoriété à l'échelle nationale. Il a composé des opérettes, ainsi que des sonates, duos et autres pièces pour piano et violon.

## Rôle marquant
- Komptur – Le père de famille (Denis Diderot)

## Œuvres principales
- Das Moderreich, opérette
- Clarissa, opérette

## Source de traduction
- (de) Cet article est partiellement ou en totalité issu de l’article de Wikipédia en allemand intitulé « Johann Frischmuth (Schauspieler) » (voir la liste des auteurs).